# Bufoniceps laungwalaensis
Bufoniceps laungwalaensis är en ödleart som beskrevs av Ramesh Chandra Sharma 1980.
Bufoniceps laungwalaensis är ensam i släktet Bufoniceps som ingår i familjen agamer. Inga underarter finns listade. Arten förekommer i nordvästra Indien och i angränsande områden av Pakistan. Honor lägger ägg.